# Hanggai
Hanggai (chiń. upr. 杭盖乐队; pinyin Hánggài yuèduì) – folkowa grupa muzyczna z Pekinu w Chinach. W swojej muzyce łączą tradycyjną mongolską muzykę ludową z nowoczesnymi stylami, jak np. punk rock. Słowo hanggai pochodzi z języka staromongolskiego i opisuje wyidealizowany krajobraz natury.

## Skład zespołu

### Obecni członkowie
- Hurizha (Hurcha) – wokal
- Yiliqi (Ilchi) – wokal, tobshuur
- Yilalata (Ileta) – wokal, gitara
- Batubagen (Bagen) – śpiew alikwotowy, morin chuur
- Niu Xin – gitara basowa
- Ailun (Allen) – gitara
- Meng Da – perkusja

### Byli członkowie
- Hugejiltu – morin chuur
- Wu Junde – gitara basowa
- Xu Jingchen – gitara, banjo
- Li Zhongtao – perkusja

## Dyskografia
- Hanggai (2007)
- Introducing Hanggai (2008)
- He Who Travels Far (2010)
- Four Seasons (2012)
- Baifang (2014)
- Horse of Colors (2015)